# Hyperbaniana
Hyperbaniana là một chi bướm đêm thuộc họ Erebidae.